# Géovreisset
Ne doit pas être confondu avec Béard-Géovreissiat.
Géovreisset est une commune française, située dans le département de l'Ain en région Auvergne-Rhône-Alpes.
Les habitants de Géovreisset sont appelés les Curossets.

## Géographie

### Localisation
Le village est situé sur les hauteurs de la ville d'Oyonnax.

### Communes limitrophes
Les communes limitrophes sont  Bellignat, Groissiat, Izernore, Oyonnax et Samognat.

### Climat
Pour des articles plus généraux, voir Climat d'Auvergne-Rhône-Alpes et Climat de l'Ain.
En 2010, le climat de la commune est de type climat de montagne, selon une étude du CNRS s'appuyant sur une série de données couvrant la période 1971-2000. En 2020, Météo-France publie une typologie des climats de la France métropolitaine dans laquelle la commune est dans une zone de transition entre le climat semi-continental et le climat de montagne et est dans la région climatique Jura, caractérisée par une forte pluviométrie en toutes saisons (1 000 à 1 500 mm/an), des hivers rigoureux et un ensoleillement médiocre.
Pour la période 1971-2000, la température annuelle moyenne est de 9,2 °C, avec une amplitude thermique annuelle de 16,8 °C. Le cumul annuel moyen de précipitations est de 1 568 mm, avec 12,5 jours de précipitations en janvier et 9,3 jours en juillet. Pour la période 1991-2020, la température moyenne annuelle observée sur la station météorologique de Météo-France la plus proche, sur la commune de Giron à 12 km à vol d'oiseau, est de 8,4 °C et le cumul annuel moyen de précipitations est de 1 672,4 mm,. Pour l'avenir, les paramètres climatiques de la commune estimés pour 2050 selon différents scénarios d'émission de gaz à effet de serre sont consultables sur un site dédié publié par Météo-France en novembre 2022.

## Urbanisme

### Typologie
Au 1er janvier 2024, Géovreisset est catégorisée ceinture urbaine, selon la nouvelle grille communale de densité à 7 niveaux définie par l'Insee en 2022.
Elle appartient à l'unité urbaine d'Oyonnax, une agglomération intra-départementale dont elle est une commune de la banlieue,. Par ailleurs la commune fait partie de l'aire d'attraction d'Oyonnax, dont elle est une commune de la couronne,. Cette aire, qui regroupe 40 communes, est catégorisée dans les aires de 50 000 à moins de 200 000 habitants,.

### Occupation des sols

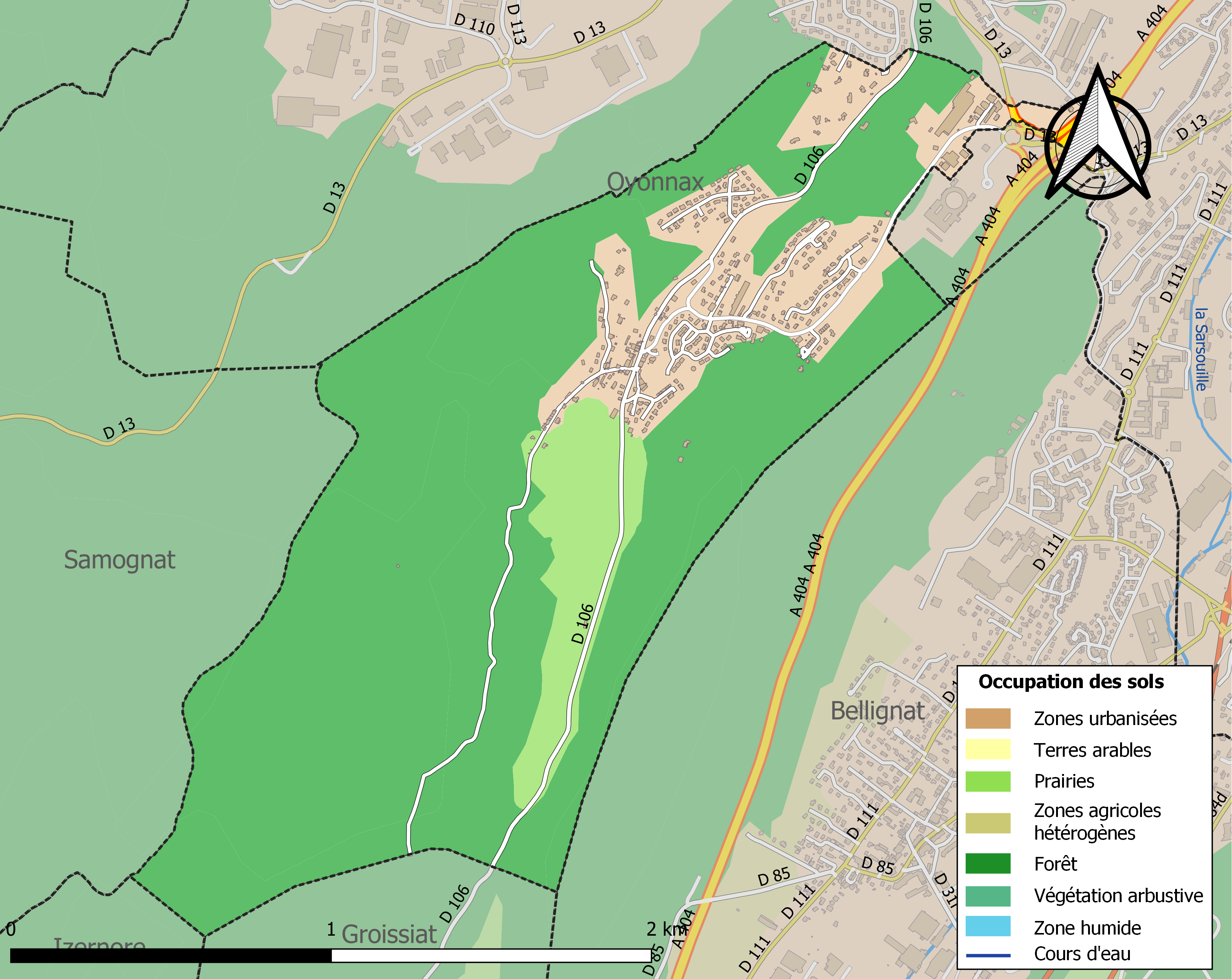
Carte des infrastructures et de l'occupation des sols de la commune en 2018 (CLC).

L'occupation des sols de la commune, telle qu'elle ressort de la base de données européenne d’occupation biophysique des sols Corine Land Cover (CLC), est marquée par l'importance des forêts et milieux semi-naturels (75 % en 2018), en diminution par rapport à 1990 (79,3 %). La répartition détaillée en 2018 est la suivante : 
forêts (75 %), zones urbanisées (15,3 %), prairies (7,9 %), zones industrielles ou commerciales et réseaux de communication (1,8 %).
L'évolution de l’occupation des sols de la commune et de ses infrastructures peut être observée sur les différentes représentations cartographiques du territoire : la carte de Cassini (XVIIIe siècle), la carte d'état-major (1820-1866) et les cartes ou photos aériennes de l'IGN pour la période actuelle (1950 à aujourd'hui).

## Politique et administration

### Découpage territorial
La commune de Géovreisset est membre de l'intercommunalité Haut-Bugey Agglomération, un établissement public de coopération intercommunale (EPCI) à fiscalité propre créé le 1er janvier 2014 dont le siège est à Oyonnax. Ce dernier est par ailleurs membre d'autres groupements intercommunaux.
Sur le plan administratif, elle est rattachée à l'arrondissement de Nantua, au département de l'Ain et à la région Auvergne-Rhône-Alpes. Sur le plan électoral, elle dépend du  canton de Nantua pour l'élection des conseillers départementaux, depuis le redécoupage cantonal de 2014 entré en vigueur en 2015, et de la cinquième circonscription de l'Ain  pour les élections législatives, depuis le dernier découpage électoral de 2010.

### Administration municipale
| Période                                  | Période  | Identité       | Étiquette | Qualité                            |
| ---------------------------------------- | -------- | -------------- | --------- | ---------------------------------- |
| avant 1981                               | 1995     | Marcel Musy    |           |                                    |
| 1995                                     | 2008     | Pierre Roposte |           | Réélu en 2001                      |
| mars 2008                                | En cours | Jeannine Morel | SE        | Retraitée - Réélue en 2014 et 2020 |
| Les données manquantes sont à compléter. |          |                |           |                                    |

## Démographie
L'évolution du nombre d'habitants est connue à travers les recensements de la population effectués dans la commune depuis 1793. Pour les communes de moins de 10 000 habitants, une enquête de recensement portant sur toute la population est réalisée tous les cinq ans, les populations de référence des années intermédiaires étant quant à elles estimées par interpolation ou extrapolation. Pour la commune, le premier recensement exhaustif entrant dans le cadre du nouveau dispositif a été réalisé en 2008.
En 2022, la commune comptait 843 habitants, en évolution de −5,39 % par rapport à 2016 (Ain : +5,15 %, France hors Mayotte : +2,11 %).
| 1793 | 1800 | 1806 | 1821 | 1831 | 1836 | 1841 | 1846 | 1851 |
| ---- | ---- | ---- | ---- | ---- | ---- | ---- | ---- | ---- |
| 126  | 149  | 214  | 161  | 159  | 135  | 132  | 130  | 139  |

| 1856 | 1861 | 1866 | 1872 | 1876 | 1881 | 1886 | 1891 | 1896 |
| ---- | ---- | ---- | ---- | ---- | ---- | ---- | ---- | ---- |
| 132  | 127  | 128  | 130  | 130  | 134  | 136  | 121  | 110  |

| 1901 | 1906 | 1911 | 1921 | 1926 | 1931 | 1936 | 1946 | 1954 |
| ---- | ---- | ---- | ---- | ---- | ---- | ---- | ---- | ---- |
| 112  | 145  | 134  | 142  | 173  | 170  | 150  | 150  | 149  |

| 1962 | 1968 | 1975 | 1982 | 1990 | 1999 | 2006 | 2008 | 2013 |
| ---- | ---- | ---- | ---- | ---- | ---- | ---- | ---- | ---- |
| 169  | 163  | 228  | 293  | 450  | 759  | 871  | 904  | 928  |

| 2018 | 2022 | - | - | - | - | - | - | - |
| ---- | ---- | - | - | - | - | - | - | - |
| 856  | 843  | - | - | - | - | - | - | - |

## Culture et patrimoine

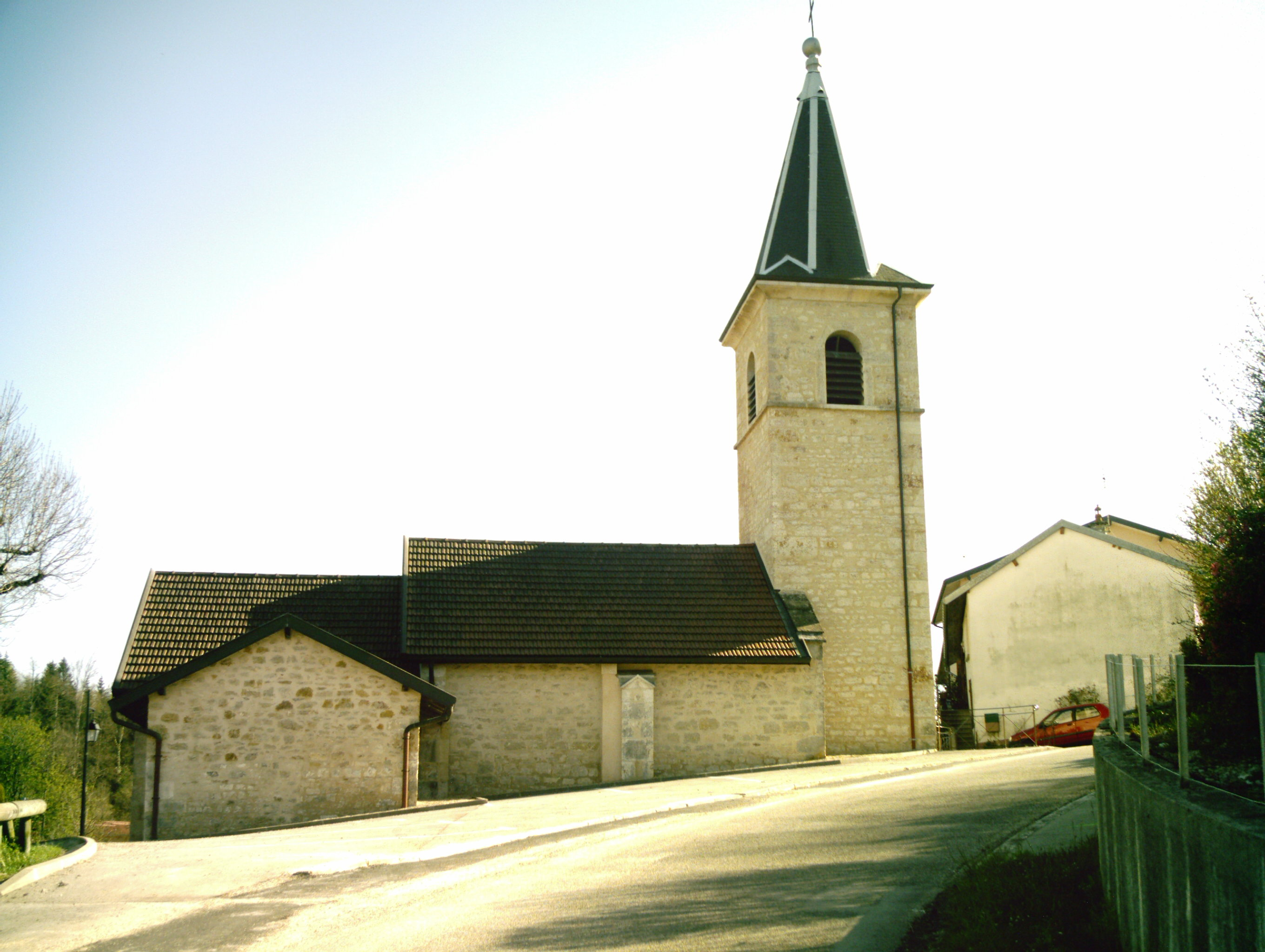
L'église.

### Lieux et monuments
- La construction de l'église Saint-Martin remonte aux XIe et XIIe siècles. Elle dépendait des moines de Saint-Claude. Lors des travaux de rénovation menés dans les années 1960, les fondations de l'ancien chœur furent mises au jour... ainsi que des pièces de monnaie venant de Lausanne et datées du XIe siècle. Un legs de Léopold Morel a permis la création et l'installation en 2001 de nouveaux vitraux, modernes.

À Géovreisset, on remarque aussi le "château", imposante maison bourgeoise construite vers 1850 par Félix Druard qui organisa le colportage et fit connaître les articles du bassin d'Oyonnax à travers le monde. Il fut maire d'Oyonnax de 1863 à 1868.

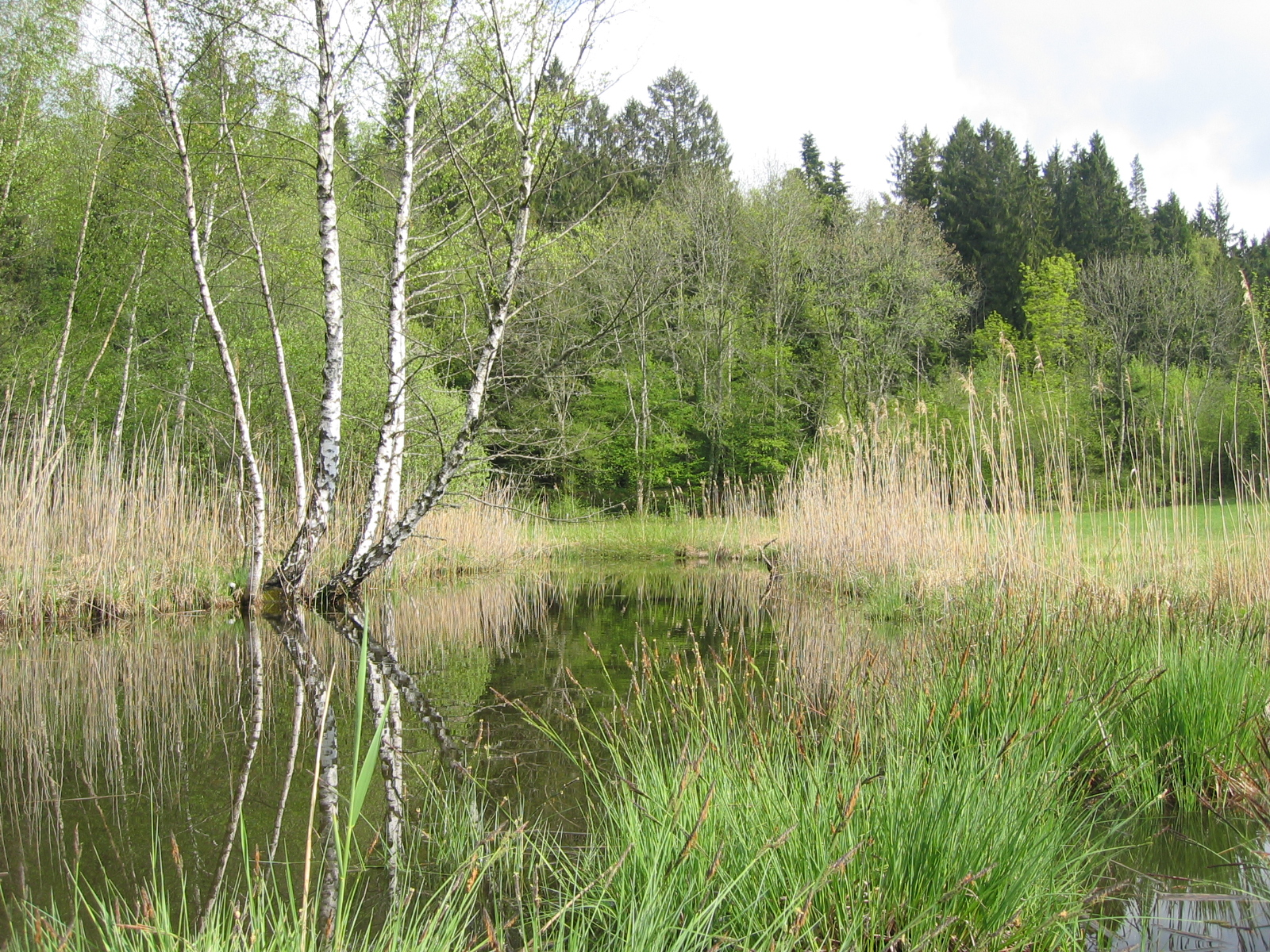
L'étang.
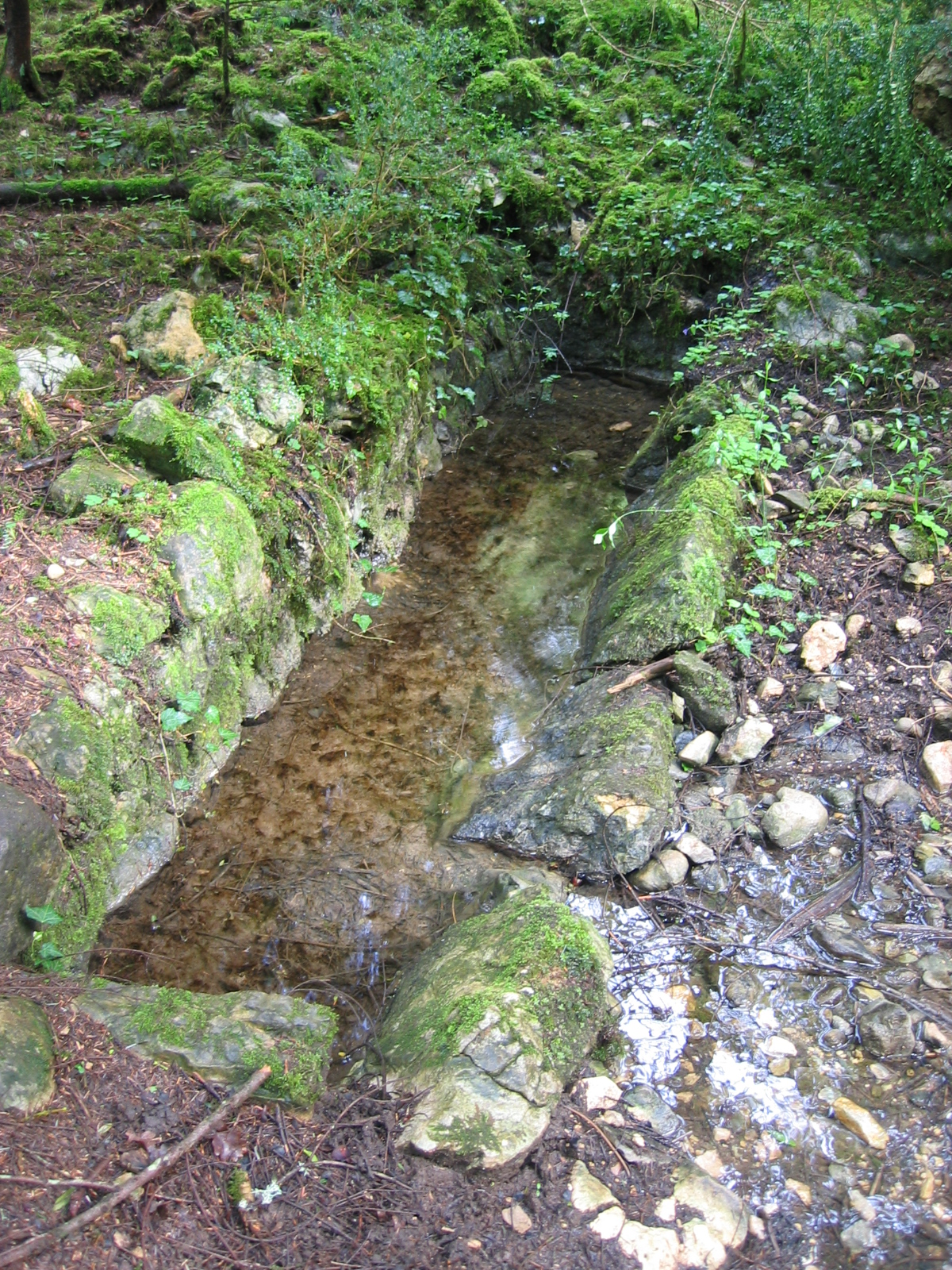
Ancienne source.